# Bertold Wiesner
Pour les articles homonymes, voir Wiesner.
Bertold Paul Wiesner (1901-1972) était un physiologiste britannique d’origine juive autrichienne, qui se signala, premièrement, en forgeant le terme de Psi pour désigner les phénomènes parapsychologiques,,,, ; deuxièmement, par ses contributions à la recherche sur la fertilité humaine et au diagnostic de la grossesse, ; et troisièmement, par le fait d’avoir été le père biologique d’une descendance estimée à quelque 600 personnes, en fournissant anonymement le sperme utilisé par son épouse Mary Barton, obstétricienne de son état, en vue de pratiquer des inséminations artificielles chez des femmes dans une clinique privée sise Harley Street à Londres,,.

## Premier mariage et début de carrière en Autriche
Wiesner fut brièvement marié à l’écrivaine, dramaturge et scénariste autrichienne Anna Gmeyner, avec qui il eut une fille : l’écrivaine Eva Ibbotson, née Eva Maria Charlotte Michelle Wiesner en 1925,. Le ménage se fixa en Écosse en 1926, après que Wiesner eut accepté un poste à l’université d’Édimbourg. Wiesner divorça de Gmeyner en 1928 et se vit accorder la nationalité britannique en 1934,.
Dès 1926, alors qu’il se trouvait encore en Autriche, Wiesner commença à étudier le rôle des hormones dans la régulation de la fertilité et leur effet sur le développement du fœtus. Il se pencha également sur la possibilité de prévenir la grossesse ou d’y mettre fin par des moyens physiologiques, sans intervention mécanique, par l’ingestion orale de substances hormonales synthétiques. Il fit son premier exposé scientifique devant le Congrès international sur la recherche en matière de sexualité (en allemand Internationaler Kongress für Sexualforschung) qu’avait organisé le psychiatre Albert Moll en 1926 à Berlin,,.
Deux années plus tard, en 1927, les gynécologues allemands Bernhard Zondek et Selmar Ascheim découvrirent que l’urine d’une femme enceinte contenait une substance, identifiée par la suite comme étant l’hormone chorionique gonadotrope humaine, qui déclenchait la réaction œstrienne lorsqu’elle était injectée chez des rats. Cette découverte fut la prémisse du test de grossesse Aschheim-Zondek (test A-Z).

## Premiers travaux en Écosse
L’année suivante, en 1928, Wiesner fut nommé à la tête de la section Physiologie de la sexualité par le généticien animal Francis Albert Eley Crew, professeur à l’Institut de génétique animale nouvellement créé au sein de l’université d’Édimbourg.
Plusieurs scientifiques de renom ont conduit des recherches dans cet institut, notamment le physiologiste John Scott Haldane, le zoologiste Lancelot Hogben et le biologiste évolutionniste Julian Huxley,,,. C’est dans cet institut que Wiesner mènera plus avant les travaux de Zondek et d’Aschheim (en) en étudiant la production et le rôle des hormones lors de la fécondation et de la grossesse,. Zondek et Aschheim pensaient que l’hormone chorionique gonadotrophine était synthétisée par la glande pituitaire, cependant les recherches effectuées à l’Institut de génétique animale d’Édimbourg permirent de démontrer qu’elle est sécrétée par le placenta,,,,,.

## Le Centre de diagnostic de grossesse
Les travaux de Wiesner et de Crew (en) conduiront à la fondation du Centre de diagnostic de grossesse (en anglais Pregnancy Diagnosis Station) à Édimbourg, lequel exécutait vers 1939 quelque dix mille tests de grossesse chaque année, pour le compte de médecins dans tout le Royaume-Uni,,. Wiesner découvrit d’autre part que l’analyse de l’urine de femmes enceintes permettait d’obtenir une indication quant à la probabilité d’une fausse couche et d’un développement anormal du fœtus,.

## Recherche en insémination artificielle
Alors qu’il travaillait à l’Institut de génétique animale, Wiesner reprit ses anciennes recherches sur la prévention de grossesse, et contribua ainsi à la mise au point d’un contraceptif oral fiable à l’usage des femmes,,. En outre, Wiesner collabora avec Kenneth Walker, chirurgien génito-urologique, au Royal Northern Hospital, où ils réussirent à inséminer artificiellement des femmes à l’aide de sperme obtenu chez des donneurs anonymes, dans des cas où le mari de la patiente était stérile ou impuissant.
Mary Barton, travaillant quant à elle comme obstétricienne au Royal Free Hospital de Londres au début des années 1940, et ayant obtenu des résultats similaires, fonda la première clinique privée au Royaume-Uni offrant un service d’insémination artificielle. En 1945, Barton s’associa avec Wiesner et Walker pour la rédaction d’un article dans le British Medical Journal, où ils décrivirent leur technique d’insémination artificielle humaine. L’article suscita promptement une condamnation (très médiatisée) de la part du pape, qui qualifia la technique de « péché », et de l’archevêque de Cantorbéry, qui appela le parlement britannique à déclarer illégale l’insémination artificielle chez la femme. Bien que l’insémination artificielle n’ait pas été criminalisée, elle ne fut pas non plus légalisée, ce pourquoi son statut légal demeurait ambigu. En conséquence, les activités de Barton et Wiesner dans la clinique de fertilité seront dorénavant menées en secret et toutes les femmes inséminées reçurent la consigne de n’en rien révéler à personne,.

## Collaboration et mariage avec Mary Barton
Dans la suite, Barton et Wiesner géreront conjointement la clinique privée londonienne. Durant cette même période, ils décidèrent de se marier et eurent un fils ensemble, Jonathan Wiesner, né en 1945. Selon les estimations, Mary Barton insémina avec succès, depuis la fondation de la clinique jusqu’à sa fermeture au milieu de la décennie 1960, environ 1 500 femmes avec du sperme fourni essentiellement par Wiesner lui-même et par le neuroscientifique Derek Richter. Il a été estimé que Bertold Paul Wiesner serait le père biologique d’au moins 600 personnes,,.

## Recherches en parapsychologie
En plus de ses recherches dans le domaine de la fécondité et de la grossesse, Wiesner vint aussi à s’intéresser aux phénomènes parapsychologiques, et rencontra en 1941 le psychologue et parapsychologue Robert Thouless (en), futur président de la Society for Psychical Research à Londres de 1942 à 1944. Ensemble, les deux hommes travailleront à construire un modèle hypothétique capable d’expliquer les phénomènes parapsychologiques. C’est à cette époque que Wiesner forgea le terme de Psi pour désigner la perception extrasensorielle et la psychokinésie. Leur modèle, qui n’était pas destiné à prouver ou à réfuter l’existence de tels phénomènes, fut présenté pour la première fois en 1946, comme section d’un article signé conjointement par Wiesner et Robert Thouless, où ils usèrent en effet du terme Psi pour dénommer les phénomènes parapsychologiques,,,,.

## Descendance
En 2007, le fils biologique légitime de Wiesner, Jonathan Wiesner, se fit prélever des échantillons de salive et de sang, à partir desquels son ADN fut ensuite isolé et déterminé. Depuis lors, nombre de personnes ont pu vérifier, sur la foi de recoupements d’ADN avec Jonathan Wiesner, que Bertold Paul Wiesner était leur père biologique. Il est ainsi apparu que la descendance biologique de Wiesner, engendrée par insémination artificielle par les soins de Mary Barton, et à présent confirmée par des tests ADN, comprend l’auteur et psychothérapeute Paul Newham, l’avocat David Gollancz, et le cinéaste canadien Barry Stevens (en), dont les films documentaires ont facilité, et permis de diffuser, le processus par lequel les descendants de Wiesner sont en mesure aujourd’hui de faire confirmer leur filiation,,,.

## Corrélats
- Parapsychologie
- Anna Gmeyner